# Nvidia-GeForce-900-Serie

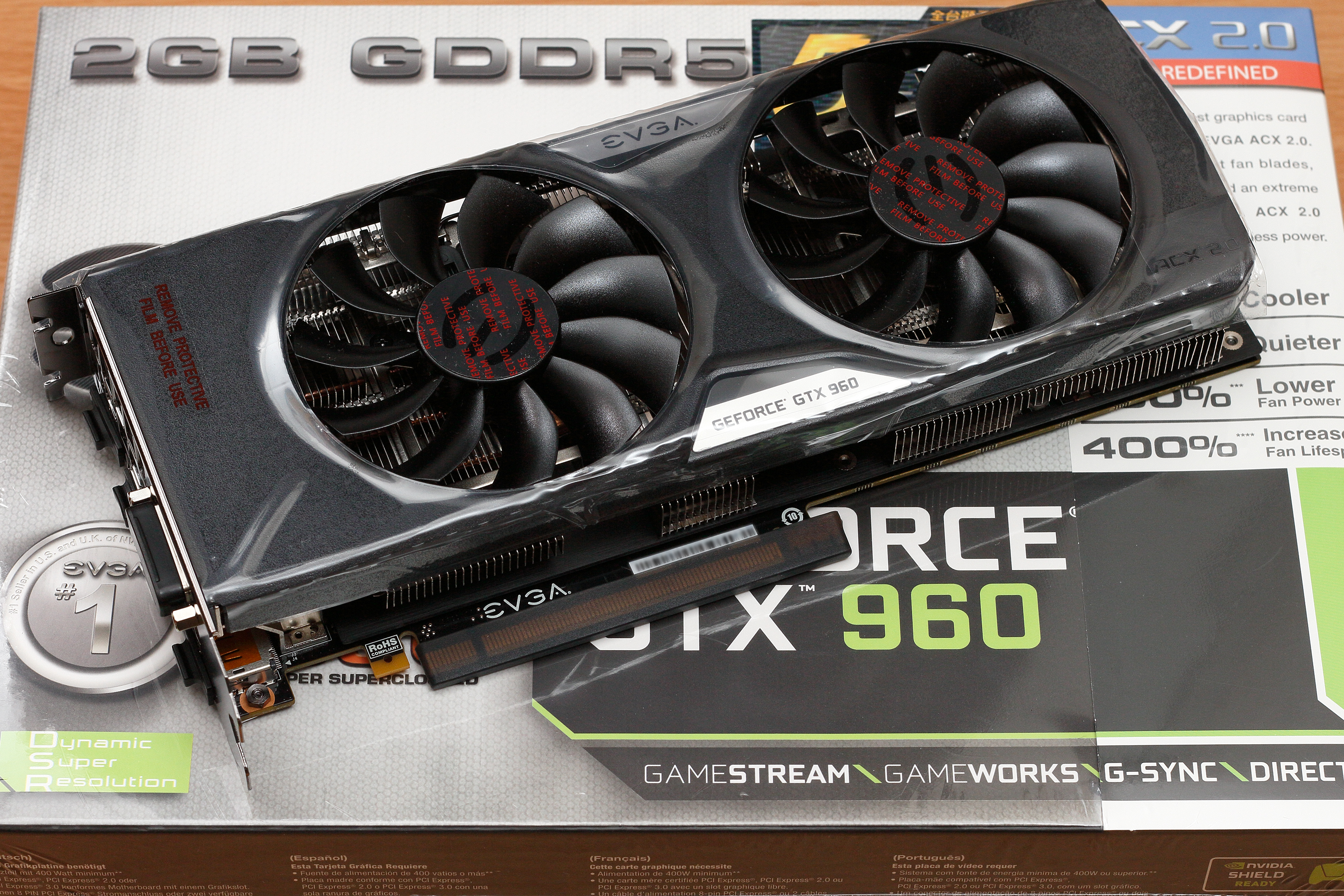
GeForce GTX 960 von EVGA

Die GeForce-900-Serie ist eine Serie von Grafikchips des Unternehmens Nvidia und Nachfolger der GeForce-700-Serie. Die Serie sollte ursprünglich unter der Bezeichnung „GeForce 800“ veröffentlicht werden, aber nachdem diese Kennung für den jährlichen Release bereits bei der Nvidia-GeForce-M-Serie verwendet worden war, ließ Nvidia die Bezeichnung für die Desktopserie aus, um beide Reihen wieder anzugleichen. Die GeForce-900-Serie wurde von der GeForce-10-Serie abgelöst.
Laut Nvidia unterstützten sämtliche Grafikkarten der GeForce-900-Serie erstmals DirectX 12 mit dem „Feature-Level 12.1“ von Microsofts Betriebssystem Windows 10.

## Beschreibung

### GeForce GTX 980 Ti und Titan X
Der GM200-Grafikprozessor fungiert als High-End-Chip der GeForce-900-Serie und löste in dieser Funktion die GK110-GPU der GeForce-700-Serie ab. Der GM200 besitzt 8 Milliarden Transistoren auf einer Chipfläche von 601 mm², womit er der bis dahin größte und komplexeste Grafikprozessor am Markt war. Aus technischer Sicht stellt der GM200 mit 96 Raster-, 3072 Shader- und 192 Textureinheiten eine um 50 % vergrößerte Variante des GM204 dar. Damit unterscheidet er sich aber auch maßgeblich von seinen Vorgängern: Die GF100-, GF110- oder GK110-GPUs verfügten noch über erweiterte Double-Precision-Fähigkeiten (FP64) und wurde auch auf den Profiserien Quadro und Tesla eingesetzt. Dafür waren auf dem GK110 z. B. in jedem SMX-Block zusätzlich 64 separate ALUs verbaut, wodurch dieser eine DP-Rate von 1/3 erreicht hatte. Da auf den GM200 diese separaten ALUs fehlen (sie sind vermutlich aus Platzgründen gestrichen worden, da die Produktion von Grafikprozessoren mit einer Größe von über 600 mm² aus technischen und wirtschaftlichen Gründen kaum möglich ist) verfügt dieser nur über eine DP-Rate von 1/32. Da Double-Precision-Operationen für 3D-Anwendungen nicht benötigt werden, spielte dieser Aspekt im Gamingsektor keine Rolle, machte den GM200 aber ungeeignet für die Profiserie Tesla. Deshalb wandte sich Nvidia von seiner bisherigen Strategie, einen High-End-/Enthusiasten-Chip für alle drei Serien zu entwickeln, ab, und setzte den GM200 nicht für die Tesla Serie ein. Für die Tesla-Beschleuniger wurde stattdessen eine verbesserte Version des GK110 entworfen, der GK210-Grafikprozessor. Eine Quadro M6000 mit GM200 wurde am 19. März 2015 veröffentlicht und hat neben dem Vollausbau des Chips leicht niedrigere Taktraten als das Titan-Pendant. Bei der double Precision Leistung stellt die Maxwell-Quadro somit einen Rückschritt gegenüber der Kepler-basierten Quadro K6000 dar, der erst zur GTC2018 mit der Quadro GV100 aufgeholt wurde, welche speziell für HPC Workloads in Workstations gedacht ist und auf dem Volta-Chip GV100 des Tesla-V100 Beschleunigers und der Titan V basiert.
Am 17. März 2015 stellte Nvidia mit der GeForce GTX Titan X die erste Grafikkarte vor, die die GM200-GPU nutzt. Der GM200-400-A1 wird auf den Titan X im Vollausbau verwendet und mit einem 12 GB großen Videospeicher bestückt. Während frühere Varianten der Titan-Serie über separate Features gegenüber den restlichen GeForce-Modellen verfügten (z. B. erhöhte DP-Raten), war dies bei der Titan X aufgrund des Aufbaus der GM200-GPU nicht möglich. Stattdessen bewarb Nvidia die Titan X als „erste 4K-Grafikkarte“. Diese Bezeichnung war aber höchst irreführend, da auch frühere Grafikkarten Auflösungen von 4K darstellen konnten. Der Vorteil der Titan X war nur, dass sie erstmals ausreichend Rechenleistung besaß, um unter solchen Auflösungen auch relativ hohe Frameraten zu erreichen. So war sie unter 4K rund 40 % bis 45 % schneller als die GeForce GTX 980 und etablierte sich somit als schnellste Single-Chip-Karte auf dem Markt. Bei geringeren Auflösungen nahm der Vorsprung allerdings wieder ab. Trotz des hohen Listenpreises von 999 US-$, den Verbot von Eigendesignes der Boardpartner (es kam derselbe Kühler, wie bei den vorherigen Titan-Modellen zum Einsatz; er war nur dunkler eingefärbt), sowie das Fehlen extra Features, wurde die Titan X relativ positiv in der Fachpresse bewertet, bedingt durch die hohe Performance sowie durch die Vorteile der Maxwell-Architektur (DirectX 12 Support, Energieeffizienz etc.). Am Markt verkaufte sich die Titan X auf Anhieb recht erfolgreich und konnte sogar die Verkaufszahlen des ersten Titan-Modelles zwei Jahre zuvor übertreffen, obwohl der Straßenpreis aufgrund des schwachen Eurokurses rund 25 % höher lag.
Am 1. Juni 2015 folgte mit der GeForce GTX 980 Ti das zweite Modell auf Basis der GM200-GPU. Der GM200-310-A1 wurde aber nun nicht im Vollausbau genutzt; zwei der 24 Shadercluster wurden nun deaktiviert. Während die Taktraten der GeForce GTX Titan X unverändert übernommen worden waren, wurde der Videospeicher noch von 12 auf 6 GB reduziert. Mit diesen Daten erzielte die GeForce GTX 980 Ti eine Performance, die nur rund 5 % geringer war, als die der Titan X. In der Praxis zeigte sich, dass der auf 6 GB halbierte Videospeicher keinerlei Bedeutung hatte (nur bei großen SLI-Konfigurationen konnte hier eine Limitierung festgestellt werden) und die zwei deaktivierten Shader-Cluster durch teilweise real höhere Boosttaktraten wieder ausgeglichen werden konnte. Angesichts der nur marginal geringeren Performance, aber einen 300 bis 400 € günstigeren Straßenpreises gegenüber der Titan X, wurde die GeForce GTX 980 Ti in der Fachpresse dementsprechend positiv bewertet. Dazu trug auch bei, dass die Konkurrenzserie von AMD, die Radeon R300, zu diesem Zeitpunkt immer noch nicht auf dem Markt war und dass Nvidia wieder Eigendesignes der Boardpartner zuließ.

### GeForce GTX 980 und 970
Der GM204-Grafikprozessor war die erste GPU der GeForce-900-Serie und verwendet die „Maxwell-Architektur der zweiten Generation“. Wie bereits bei der ersten Kepler-Generation, der GeForce-600-Serie, schickt Nvidia den Performance-Chip (GM204) vor dem High-End-Chip (GM200) auf den Markt. Nachdem Nvidia genau wie AMD auf die 20-nm-Fertigung bei TSMC verzichtet hat, wird der GM204 entgegen ursprünglichen Planungen weiterhin in 28-nm-Fertigung hergestellt. Er besitzt 5,2 Milliarden Transistoren auf einer Chipfläche von 398 mm². Der grundsätzliche Aufbau ist mit dem der GM107-GPU der ersten Maxwell-Generation identisch: Die Shader-Cluster (SMM) enthalten weiterhin 128 Shader- und 8 Textureneinheiten, allerdings wurde der Level-1-Cache von 64 kByte auf 96 kByte und der Texturen-Cache von 24 kByte auf 48 kByte pro Cluster erhöht. Insgesamt besteht der GM204 aus 16 Shader-Clustern, wobei je vier Cluster an einer Raster-Engines hängen, womit der GM204 über 2048 Streamprozessoren, 128 Textureinheiten, 64 ROPs und einen 2 MB großen Level-2-Cache verfügt. Neu ist dagegen die erstmalige Unterstützung des HDMI-Ausgang 2.0. Um das, im Verhältnis zu anderen GPUs dieser Klasse, kleine Speicherinterface von 256 Bit auszugleichen, führte Nvidia das Feature „Third Generation Delta Color Compression“ ein, wobei es sich um einen Bandbreitenschoner handelt, der die Speicherbelastung um rund 25 % senken soll. Nvidia führte zusammen mit dem GM204 noch zahlreiche weitere Features ein, wie zum Beispiel ein neuer Kantenglättungsmodus oder Downsampling, wobei diese nicht auf den GM204 beschränkt wurden, sondern nachträglich per Treiber auch älteren Karten zur Verfügung gestellt worden sind.
Die GeForce GTX 980 wurde von Nvidia am 19. September 2014 vorgestellt, wobei der GM204-400-A1 im Vollausbau verwendet wird. Die Karte weist gegenüber ihrem Vorgänger, der GeForce GTX 780, eine 24 % bis 30 %, der GeForce GTX 780 Ti eine 6 % bis 9 % und der AMD Radeon R9 290X eine 21 % bis 24 % höhere Performance auf. Damit etablierte sich die GeForce GTX 980 als schnellste Single-GPU-Karte am Markt. Dementsprechend positiv wurde die Karte, trotz des relativ hohen Listenpreises von 549 US-$, in der Fachpresse bewertet, u. a. auch deshalb, weil die GeForce GTX 980 deutliche Vorteile im Bereich des Energieverbrauchs aufwies. Gegenüber der langsameren Radeon R9 290X verbraucht die GeForce GTX 980 unter Last 80 bis 120 Watt weniger, gegenüber der GTX 780 Ti rund 90 Watt. Der niedrige Energieverbrauch wurde auch deshalb in der Fachpresse so positiv bewertet, da solche Verbesserungen normalerweise über einen neuen Fertigungsprozess erreicht werden, der aber dieses Mal nicht zur Verfügung stand (alle Karten sind im 28-nm-Prozess bei TSMC hergestellt).
Genau wie die GeForce GTX 980 wurde am 19. September 2014 auch die GeForce GTX 970 präsentiert, wobei hier der GM204-200-A1 eingesetzt wird. Bei dieser wurden drei der 16 Shader-Cluster der GM204-GPU deaktiviert, wodurch noch 1664 Shader- und 104 Textureinheiten aktiv sind, sowie die Anzahl der Rastereinheiten von 64 auf 56 und der Level-2-Cache von 2048 kB auf 1792 kB reduziert (die letzten beiden Punkte waren bei der Markteinführung noch nicht bekannt). Damit erzielt die Karte eine rund 30 % höhere Performance gegenüber der GeForce GTX 770. Gegenüber dem bei der Markteinführung gleich teurem AMD-Modell Radeon R9 290, konnte eine rund 12 % höhere Performance erreicht werden, die deutlich teurere Radeon R9 290X konnte um 3 % bis 11 % überboten werden. Da die Karte, wie die GeForce GTX 980, massive Vorteile im Energieverbrauch aufwies, die Konkurrenzmodelle in der Leistung bzw. im Preis-Leistungs-Verhältnis überbot, wurde die GeForce GTX 970 (zunächst) dementsprechend positiv von der Fachpresse bewertet. Nvidia trug auch mit dem heruntergesetzten Listenpreis von 329 US-$ zu der positiven Bewertung bei; die GeForce GTX 770 wurde noch mit einem Listenpreis von 399 US-$ auf dem Markt eingeführt. Im Januar 2015 wurde bekannt, dass bei der GeForce GTX 970 nur 3,5 GB des 4 GB großen Videospeichers mit höchster Geschwindigkeit verwendbar sind. Da dieser Umstand bei der Markteinführung von Nvidia nicht öffentlich kommuniziert worden war, führte dies zu entsprechend heftiger Kritik und zu einer Sammelklage in den USA (siehe Kontroverse um fehlerhafte Speicherangaben zur GeForce GTX 970). Dennoch war die GeForce GTX 970 am Markt höchst erfolgreich; so war diese z. B. im Sommer 2015 auf der Computerspiel-Vertriebsplattform Steam die am häufigsten genutzte diskrete Grafikkarte.

### GeForce GTX 960 und 950
Beim GM206-Grafikprozessor handelt es sich um das Performance-Modell der Maxwell-2-Generation. Er verfügt über 2 Raster-Engines, 1024 Streamprozessor, 64 Textur- und 32 Rastereinheiten mit einem 128 Bit DDR Speicherinterface. Damit handelt es sich beim GM206 praktisch gesehen um eine halbierte Version des GM204, der dafür 2,94 Milliarden Transistoren auf einer Chipfläche von 227 mm² benötigt. Die technischen Daten stellten teilweise eine Überraschung dar, da im Vorfeld mit einer höheren Anzahl an Shadereinheiten und einem 192-Bit-Speicherinterface gerechnet worden war. Entsprechenden Spekulationen widersprach Nvidia aber und gab stattdessen an, dass die GM206-GPU auf der GeForce GTX 960 im Vollausbau aktiv sei und keine weiteren Einheiten physisch vorhanden sein. Die einzigen Neuerungen gegenüber dem GM204-Chip ist der Videoprozessor VP7 des GM206-Chips, wodurch dieser als erste GPU den H.265-Codec (HEVC) de- und encodieren kann, während bisherige GPUs den Codec ausschließlich encodieren können. Darüber hinaus ist der HDMI-Ausgang 2.0 nun auch mit dem Kopierschutz HDCP 2.2 ausgestattet, wodurch zukünftige Blu-rays mit Ultra-HD-Auflösung (4K) abgespielt werden können.
Am 22. Januar 2015 präsentierte Nvidia mit der GeForce GTX 960 die erste Karte auf Basis des GM206-Grafikprozessors. Der GM206-300-A1 wird dabei im Vollausbau genutzt, womit die GeForce GTX 960 unter FullHD im Schnitt eine 9 % höhere Performance gegenüber ihrem Vorgänger, der GeForce GTX 760, erreicht und ist damit in etwa gleich schnell, wie die AMD-Konkurrenzmodelle Radeon R9 280 und 285. Der geringe Performancegewinn gegenüber dem Vorgänger wurde in der Fachpresse durchaus kritisch gesehen, insbesondere nachdem die GeForce GTX 970 und 980 hier deutlich bessere Werte erzielen konnten. Auch wurde aufgrund der Kombination aus dem nur 2 GB großen Videospeicher und dem kleinen 128-Bit-Speicherinterface die „Zukunftsfähigkeit“ der Karte hinterfragt, da hier bei steigenden Anforderungen schnell eine Speicherlimitierung erwartet wird. Positiv gesehen wurde dagegen wieder der geringe Stromverbrauch, der bei 3D-Anwendungen bei rund 109 Watt liegt, wohingegen die gleich schnellen AMD-Modelle mit 189 Watt (R9 280) bzw. 183 Watt (R9 285) beinahe das Doppelte benötigen und auch der langsamere Vorgänger mit 155 Watt hier deutlich darüber liegt. Da Nvidia erneut auf ein Referenzdesign verzichtete, konnte zunächst keine allgemeine Aussage zur Lautstärke der Karte getroffen werden, allerdings ermöglicht die geringe Verlustleistung den Boardpartner sehr leise Kühllösungen zu verbauen.
Am 20. August 2015 präsentierte Nvidia mit der GeForce GTX 950 die zweite Variante mit einem GM206-Grafikprozessors. Auf dem GM206-250-A1 sind allerdings nun zwei der acht Shader-Cluster deaktiviert, womit nur noch 768 Streamprozessoren und 48 Textureinheiten zur Verfügung stehen. Damit erreichte die GeForce GTX 950 eine Performance, die in etwa zwischen der GeForce GTX 750 Ti und der GeForce GTX 960 lag. Gegenüber dem in etwa gleich teurem AMD-Modell, der Radeon R9 270X, war die GeForce GTX 950 rund 3 % langsamer (allerdings war die Radeon R9 270X zu diesem Zeitpunkt bereits im End-of-Life-Status, d. h. sie wurde abverkauft). Im Vergleich zum eigentlichen AMD-Konkurrenten, der Radeon R7 370, konnte die GeForce GTX 950 dagegen eine rund 10 % bessere Performance aufweisen. Dennoch wurde in der Fachpresse der Listenpreis von 159 US-$ in der Regel als zu hoch angesehen und dementsprechend kritisiert.

## Kontroverse um fehlerhafte Speicherangaben zur GeForce GTX 970
Anfang Januar 2015 berichteten Nutzer der GeForce GTX 970 in Internetforen, dass ihre Grafikkarte nur selten mehr als 3,5 GB Videospeicher belegt oder starke Geschwindigkeitseinbrüche auftreten, sobald die Speicherbelegung die Grenze von 3,5 GB überschritt. Daraufhin bestätigte Nvidia am 25. Januar 2015, dass die GeForce GTX 970 nur auf 3,5 des 4 GB großen Videospeichers mit höchster Geschwindigkeit zugreifen kann. Der Grund dafür ist, dass die GM204-GPU auf der GeForce GTX 970 stärker beschnitten wurde, als ursprünglich von Nvidia angegeben. So sind nur 56 der 64 ROPs und nur sieben Achtel des Level-2-Cache aktiviert, wodurch sich der Level-2-Cache von 2048 kB auf 1792 kB reduziert. Während die niedrigere Anzahl an ROPs in der Praxis kaum eine Bedeutung hat, können aufgrund des Wegfalls eines der Cache-Bereiche nicht alle acht Speichercontroller der GM204-GPU, denen jeweils ein 512-MB-Speicherbaustein zugeordnet ist, gleichzeitig genutzt werden; zwei Speichercontroller müssen sich einen Cache-Bereich und somit auch die Verbindung zum Grafikprozessor per wechselseitigem Zugriff teilen. Die Folge ist nun, dass der Speicher in zwei Bereiche aufgeteilt werden muss, auf die nur wechselseitig zugegriffen werden kann. Die Aufteilung auf der GTX 970 sieht nun vor, dass einer der beiden betroffenen Speichercontroller zusammen mit den übrigen sechs voll gecachet verwendet wird, indem ihm der zweite betroffene Speichercontroller die gemeinsame Crossbar-Anbindung und den Cache durch Brachliegen freihält. Deshalb versucht der GeForce-Treiber bei der GTX 970 gezielt nur die voll gecacheten 3,5 GB des Videospeichers zu verwenden. Nvidia dementierte damit auch zuvor gemachte Vermutungen, dass es sich bei dem beobachteten Speicherverhalten der GeForce GTX 970 um einen Treiber-Bug handeln würde.
Obwohl Szenarien, in denen dies zu messbaren Problemen führt, äußerst selten sind löste der Umstand in der Fachpresse und in Internetforen massive Kritik aus. Die Kritik entzündete sich dabei weniger an der technischen Konfiguration der GeForce GTX 970, sondern an den festgestellten Abweichungen von den zuvor beworbenen Produkteigenschaften sowie dem zögerlichen Umgang von Nvidia mit den aufgeworfenen Fragen. Einige Onlinehändler boten daraufhin selbständig Umtauschaktionen für die GeForce GTX 970 an. In den folgenden Wochen brachen die Verkaufszahlen der GeForce GTX 970 kurzzeitig um ca. 30 % ein. In den Vereinigten Staaten wurde Ende Februar eine Sammelklage gegen Nvidia wegen der aus Sicht der Kläger irreführender Werbeaussagen eingereicht. Am 24. Februar 2015 äußerte sich Nvidias CEO und Mitgründer Jen-Hsun Huang zu der Speicherproblematik. Laut Huang sei die Speicherkonfiguration der GeForce GTX 970 ein „Feature“, mit welchem es möglich sei, die Grafikkarte mit vier statt drei Gigabyte Grafikspeicher auszustatten. Die Erklärung ist aus technischer Sicht höchst fragwürdig, da auch bei Notebook-Modellen die GM204-Grafikprozessoren teildeaktiviert verwendet worden waren, aber dort dennoch Videospeichergrößen von bis zu 8 GB möglich waren, auf welche die GPU auch mit höchster Geschwindigkeit zugreifen konnte (siehe GeForce GTX 980M und 980MX). Am 28. Juli 2016 erklärte sich Nvidia in den Vereinigten Staaten bereit, betroffenen Kunden eine Entschädigung von 30 US-Dollar zu zahlen. Zudem werden die Anwaltskosten in Höhe von 1,3 Millionen US-Dollar der vorausgegangenen Sammelklage von Nvidia übernommen.

## Datenübersicht

### Grafikprozessoren
Siehe auch: Grafikprozessoren der GeForce-Grafikkarten
| Grafik- chip | Fertigung | Fertigung      | Fertigung   | Einheiten | Einheiten      | Einheiten      | Einheiten      | Einheiten         | L2-Cache | API-Support | API-Support | API-Support | API-Support | API-Support | Video- pro- zessor | Bus- Schnitt- stelle |
| Grafik- chip | Pro- zess | Transis- toren | Die- Fläche | ROPs      | Unified-Shader | Unified-Shader | Unified-Shader | Textur- einheiten | L2-Cache | DirectX     | OpenGL      | OpenCL      | CUDA        | Vulkan      | Video- pro- zessor | Bus- Schnitt- stelle |
| Grafik- chip | Pro- zess | Transis- toren | Die- Fläche | ROPs      | GPC            | SM             | ALUs           | Textur- einheiten | L2-Cache | DirectX     | OpenGL      | OpenCL      | CUDA        | Vulkan      | Video- pro- zessor | Bus- Schnitt- stelle |
| ------------ | --------- | -------------- | ----------- | --------- | -------------- | -------------- | -------------- | ----------------- | -------- | ----------- | ----------- | ----------- | ----------- | ----------- | ------------------ | -------------------- |
| GM200        | 28 nm     | 8,0 Mrd.       | 601 mm²     | 96        | 6              | 24             | 3072           | 192               | 3 MB     | 12.1        | 4.6         | 3.0         | 5.2         | 1.3         | VP6                | PCIe 3.0 ×16         |
| GM204        | 28 nm     | 5,2 Mrd.       | 398 mm²     | 64        | 4              | 16             | 2048           | 128               | 2 MB     | 12.1        | 4.6         | 3.0         | 5.2         | 1.3         | VP6                | PCIe 3.0 ×16         |
| GM206        | 28 nm     | 2,9 Mrd.       | 228 mm²     | 32        | 2              | 08             | 1024           | 064               | 1 MB     | 12.1        | 4.6         | 3.0         | 5.2         | 1.3         | VP7                | PCIe 3.0 ×16         |
| GM206S       | 28 nm     | 2,9 Mrd.       | 228 mm²     | 32        | 2              | 08             | 1024           | 064               | 1 MB     | 12.1        | 4.6         | 3.0         | 5.2         | 1.3         | VP7                | PCIe 3.0 ×16         |

### Desktop-Modelldaten
| Marke \| Modell | Marke \| Modell | Offizieller Launch | Grafikprozessor (GPU) | Grafikprozessor (GPU) | Grafikprozessor (GPU) | Grafikprozessor (GPU) | Grafikprozessor (GPU) | Grafikprozessor (GPU) | Grafikprozessor (GPU) | Grafikspeicher  | Grafikspeicher | Grafikspeicher      | Grafikspeicher                 | Leistungsdaten             | Leistungsdaten             | Leistungsdaten | Leistungsdaten | Leistungsaufnahme | Leistungsaufnahme | Leistungsaufnahme |
| Marke \| Modell | Marke \| Modell | Offizieller Launch | Typ                   | Aktive Einheiten      | Aktive Einheiten      | Aktive Einheiten      | Aktive Einheiten      | Chiptakt              | Chiptakt              | Speicher- größe | Speicher- takt | Speicher- interface | Speicher- bandbreite (in GB/s) | Rechenleistung (in TFlops) | Rechenleistung (in TFlops) | Füllrate       | Füllrate       | MGCP              | Messwerte         | Messwerte         |
| Marke \| Modell | Marke \| Modell | Offizieller Launch | Typ                   | ROPs                  | SM                    | ALUs                  | Textur- einheiten     | Basis (MHz)           | Boost (MHz)           | Speicher- größe | Speicher- takt | Speicher- interface | Speicher- bandbreite (in GB/s) | 32 bit                     | 64 bit                     | Pixel (GP/s)   | Texel (GT/s)   | MGCP              | Idle              | 3D- Last          |
| --------------- | --------------- | ------------------ | --------------------- | --------------------- | --------------------- | --------------------- | --------------------- | --------------------- | --------------------- | --------------- | -------------- | ------------------- | ------------------------------ | -------------------------- | -------------------------- | -------------- | -------------- | ----------------- | ----------------- | ----------------- |
| GeForce GTX     | 950 (OEM)       | 1. März 2016       | GM206S                | 32                    | 08                    | 1024                  | 064                   | 0937                  | 1203                  | 04 GiB GDDR5    | 1253 MHz       | 128 Bit             | 080                            | 2,46                       | 0,08                       | 038,5          | 077,0          | k. A.             | k. A.             | k. A.             |
| GeForce GTX     | 950             | 20. Aug. 2015      | GM206                 | 32                    | 06                    | 0768                  | 048                   | 1024                  | 1188                  | 02 GiB GDDR5    | 1653 MHz       | 128 Bit             | 106                            | 1,82                       | 0,06                       | 038,0          | 057,0          | 090 W             | 09 W              | 092 W             |
| GeForce GTX     | 950             | 1. März 2016       | GM206                 | 32                    | 06                    | 0768                  | 048                   | 1026                  | 1190                  | 02 GiB GDDR5    | 1653 MHz       | 128 Bit             | 106                            | 1,82                       | 0,06                       | 038,1          | 057,1          | 075 W             | k. A.             | k. A.             |
| GeForce GTX     | 960 (OEM)       | 26. Nov. 2015      | GM206                 | 32                    | 08                    | 1024                  | 064                   | 1176                  | 1201                  | 04 GiB GDDR5    | 1753 MHz       | 128 Bit             | 112                            | 2,46                       | 0,08                       | 038,4          | 076,9          | k. A.             | k. A.             | k. A.             |
| GeForce GTX     | 960 (OEM)       | 26. Nov. 2015      | GM204                 | 48                    | 10                    | 1280                  | 080                   | 0924                  | 1038                  | 03 GiB GDDR5    | 1253 MHz       | 192 Bit             | 120                            | 2,66                       | 0,08                       | 049,8          | 083,0          | k. A.             | k. A.             | k. A.             |
| GeForce GTX     | 960             | 22. Jan. 2015      | GM206                 | 32                    | 08                    | 1024                  | 064                   | 1127                  | 1178                  | 02 GiB GDDR5    | 1753 MHz       | 128 Bit             | 112                            | 2,41                       | 0,08                       | 037,7          | 075,4          | 120 W             | 10 W              | 109 W             |
| GeForce GTX     | 970             | 19. Sep. 2014      | GM204                 | 56                    | 13                    | 1664                  | 104                   | 1050                  | 1178                  | 04 GiB GDDR5    | 1753 MHz       | 256 Bit             | 224                            | 3,92                       | 0,12                       | 066,0          | 122,5          | 148 W             | 12 W              | 161 W             |
| GeForce GTX     | 980             | 19. Sep. 2014      | GM204                 | 64                    | 16                    | 2048                  | 128                   | 1127                  | 1216                  | 04 GiB GDDR5    | 1753 MHz       | 256 Bit             | 224                            | 4,98                       | 0,16                       | 077,8          | 155,6          | 165 W             | 12 W              | 174 W             |
| GeForce GTX     | 980 Ti          | 2. Juni 2015       | GM200                 | 96                    | 22                    | 2816                  | 176                   | 1000                  | 1076                  | 06 GiB GDDR5    | 1753 MHz       | 384 Bit             | 337                            | 6,06                       | 0,19                       | 103,3          | 189,4          | 250 W             | 13 W              | 236 W             |
| GeForce GTX     | Titan X         | 17. März 2015      | GM200                 | 96                    | 24                    | 3072                  | 192                   | 1000                  | 1089                  | 12 GiB GDDR5    | 1753 MHz       | 384 Bit             | 337                            | 6,69                       | 0,21                       | 104,5          | 209,1          | 250 W             | 13 W              | 240 W             |

### Notebook-Modelldaten
| Marke \| Modell | Marke \| Modell | Offizieller Launch | Grafikprozessor (GPU) | Grafikprozessor (GPU) | Grafikprozessor (GPU) | Grafikprozessor (GPU) | Grafikprozessor (GPU) | Grafikprozessor (GPU) | Grafikprozessor (GPU) | Grafikspeicher  | Grafikspeicher | Grafikspeicher      | Grafikspeicher                 | Leistungsdaten             | Leistungsdaten             | Leistungsdaten | Leistungsdaten | MGCP |
| Marke \| Modell | Marke \| Modell | Offizieller Launch | Typ                   | Aktive Einheiten      | Aktive Einheiten      | Aktive Einheiten      | Aktive Einheiten      | Chiptakt              | Chiptakt              | Speicher- größe | Speicher- takt | Speicher- interface | Speicher- bandbreite (in GB/s) | Rechenleistung (in TFlops) | Rechenleistung (in TFlops) | Füllrate       | Füllrate       | MGCP |
| Marke \| Modell | Marke \| Modell | Offizieller Launch | Typ                   | ROPs                  | SM                    | ALUs                  | Textur- einheiten     | Basis (MHz)           | Boost (MHz)           | Speicher- größe | Speicher- takt | Speicher- interface | Speicher- bandbreite (in GB/s) | 32 bit                     | 64 bit                     | Pixel (GP/s)   | Texel (GT/s)   | MGCP |
| --------------- | --------------- | ------------------ | --------------------- | --------------------- | --------------------- | --------------------- | --------------------- | --------------------- | --------------------- | --------------- | -------------- | ------------------- | ------------------------------ | -------------------------- | -------------------------- | -------------- | -------------- | ---- |
| GeForce         | 910M            | 13. März 2015      | GK208B                | 08                    | 2                     | 384                   | 32                    | 0641                  | 0641                  | 2 GiB DDR30     | 1001 MHz       | 064 Bit             | 16                             | 0,49                       | 0,02                       | 05,1           | 20,5           | 33 W |
| GeForce         | 920M            | 13. März 2015      | GK208B                | 08                    | 2                     | 384                   | 32                    | 0954                  | 0954                  | 2 GiB DDR30     | 0900 MHz       | 064 Bit             | 14                             | 0,73                       | 0,03                       | 07,6           | 30,5           | 33 W |
| GeForce         | 920MX           | 25. März 2016      | GM108S                | 08                    | 2                     | 256                   | 24                    | 0965                  | 0993                  | 2 GiB DDR30     | 0900 MHz       | 064 Bit             | 14                             | 0,51                       | 0,02                       | 07,9           | 23,8           | 16 W |
| GeForce         | 930M            | 13. März 2015      | GM108S                | 08                    | 3                     | 384                   | 24                    | 0549                  | 0549                  | 2 GiB DDR30     | 0800 MHz       | 064 Bit             | 13                             | 0,42                       | 0,01                       | 04,4           | 13,2           | 33 W |
| GeForce         | 930M            | 13. März 2015      | GM108S                | 08                    | 3                     | 384                   | 24                    | 0928                  | 0941                  | 2 GiB DDR30     | 0900 MHz       | 064 Bit             | 14                             | 0,72                       | 0,02                       | 07,5           | 22,6           | 33 W |
| GeForce         | 930MX           | 1. März 2016       | GM108S                | 08                    | 3                     | 384                   | 24                    | 0952                  | 1020                  | 2 GiB DDR30     | 0900 MHz       | 064 Bit             | 14                             | 0,78                       | 0,02                       | 08,2           | 24,5           | 17 W |
| GeForce         | 940M            | 13. März 2015      | GM108S                | 08                    | 3                     | 384                   | 24                    | 1072                  | 1176                  | 2 GiB DDR30     | 0900 MHz       | 064 Bit             | 14                             | 0,90                       | 0,03                       | 09,4           | 28,2           | 33 W |
| GeForce         | 940M            | 13. März 2015      | GM107                 | 16                    | 4                     | 512                   | 32                    | 1020                  | 1098                  | 2 GiB DDR30     | 0900 MHz       | 064 Bit             | 14                             | 1,12                       | 0,04                       | 17,6           | 35,1           | 75 W |
| GeForce         | 940MX           | 28. Juni 2016      | GM108S                | 08                    | 3                     | 384                   | 24                    | 1004                  | 1242                  | 2 GiB DDR30     | 1001 MHz       | 064 Bit             | 16                             | 0,95                       | 0,03                       | 09,9           | 29,8           | 23 W |
| GeForce         | 940MX           | 28. Juni 2016      | GM108                 | 08                    | 3                     | 384                   | 24                    | 0954                  | 0993                  | 1 GiB GDDR5     | 1253 MHz       | 064 Bit             | 40                             | 0,76                       | 0,02                       | 07,9           | 23,8           | 23 W |
| GeForce         | 940MX           | 28. Juni 2016      | GM107                 | 08                    | 4                     | 512                   | 32                    | 0795                  | 0861                  | 2 GiB GDDR5     | 1253 MHz       | 064 Bit             | 40                             | 0,88                       | 0,03                       | 06,9           | 27,6           | 23 W |
| GeForce         | 945M            | 8. Apr. 2016       | GM108                 | 08                    | 3                     | 384                   | 24                    | 1006                  | 1189                  | 1 GiB DDR30     | 1001 MHz       | 064 Bit             | 16                             | 0,91                       | 0,03                       | 09,5           | 28,5           | 23 W |
| GeForce         | 945M            | 27. Okt. 2015      | GM107                 | 16                    | 5                     | 640                   | 40                    | 0928                  | 1020                  | 2 GiB DDR30     | 0900 MHz       | 128 Bit             | 29                             | 1,31                       | 0,04                       | 16,3           | 40,8           | 75 W |

| Marke \| Modell | Marke \| Modell | Offizieller Launch | Grafikprozessor (GPU) | Grafikprozessor (GPU) | Grafikprozessor (GPU) | Grafikprozessor (GPU) | Grafikprozessor (GPU) | Grafikprozessor (GPU) | Grafikprozessor (GPU) | Grafikspeicher  | Grafikspeicher | Grafikspeicher      | Grafikspeicher                 | Leistungsdaten             | Leistungsdaten             | Leistungsdaten | Leistungsdaten | MGCP  |
| Marke \| Modell | Marke \| Modell | Offizieller Launch | Typ                   | Aktive Einheiten      | Aktive Einheiten      | Aktive Einheiten      | Aktive Einheiten      | Chiptakt              | Chiptakt              | Speicher- größe | Speicher- takt | Speicher- interface | Speicher- bandbreite (in GB/s) | Rechenleistung (in TFlops) | Rechenleistung (in TFlops) | Füllrate       | Füllrate       | MGCP  |
| Marke \| Modell | Marke \| Modell | Offizieller Launch | Typ                   | ROPs                  | SM                    | ALUs                  | Textur- einheiten     | Basis (MHz)           | Boost (MHz)           | Speicher- größe | Speicher- takt | Speicher- interface | Speicher- bandbreite (in GB/s) | 32 bit                     | 64 bit                     | Pixel (GP/s)   | Texel (GT/s)   | MGCP  |
| --------------- | --------------- | ------------------ | --------------------- | --------------------- | --------------------- | --------------------- | --------------------- | --------------------- | --------------------- | --------------- | -------------- | ------------------- | ------------------------------ | -------------------------- | -------------------------- | -------------- | -------------- | ----- |
| GeForce GTX     | 950M            | 13. März 2015      | GM107                 | 16                    | 05                    | 0640                  | 040                   | 0993                  | 1124                  | 4 GiB DDR30     | 0900 MHz       | 128 Bit             | 029                            | 1,44                       | 0,04                       | 18,0           | 045,0          | 075 W |
| GeForce GTX     | 950M            | 13. März 2015      | GM107                 | 16                    | 05                    | 0640                  | 040                   | 0993                  | 1124                  | 2 GiB DDR30     | 0900 MHz       | 128 Bit             | 029                            | 1,44                       | 0,04                       | 18,0           | 045,0          | 075 W |
| GeForce GTX     | 950A            | 13. März 2015      | GM107                 | 16                    | 05                    | 0640                  | 040                   | 0993                  | 1124                  | 1001 MHz        | 032            | 128 Bit             |                                | 1,44                       | 0,04                       | 18,0           | 045,0          | 075 W |
| GeForce GTX     | 960M            | 13. März 2015      | GM107                 | 16                    | 05                    | 0640                  | 040                   | 1097                  | 1176                  | 4 GiB GDDR5     | 1253 MHz       | 128 Bit             | 080                            | 1,51                       | 0,04                       | 18,8           | 047,0          | 075 W |
| GeForce GTX     | 960A            | 13. März 2015      | GM107                 | 16                    | 05                    | 0640                  | 040                   | 1097                  | 1176                  | 2 GiB GDDR5     | 1253 MHz       | 128 Bit             | 080                            | 1,51                       | 0,04                       | 18,8           | 047,0          | 075 W |
| GeForce GTX     | 965M            | 12. Juni 2016      | GM206                 | 32                    | 08                    | 1024                  | 064                   | 0935                  | 1150                  | 2 GiB GDDR5     | 1253 MHz       | 128 Bit             | 080                            | 2,36                       | 0,07                       | 36,8           | 073,6          | k. A. |
| GeForce GTX     | 965M            | 9. Jan. 2015       | GM204                 | 32                    | 08                    | 1024                  | 064                   | 0924                  | 0950                  | 2 GiB GDDR5     | 1253 MHz       | 128 Bit             | 080                            | 1,95                       | 0,06                       | 30,4           | 060,8          | k. A. |
| GeForce GTX     | 965M            | 9. Jan. 2015       | GM204                 | 32                    | 08                    | 1024                  | 064                   | 0935                  | 1150                  | 4 GiB GDDR5     | 1253 MHz       | 128 Bit             | 080                            | 2,36                       | 0,07                       | 36,8           | 073,6          | k. A. |
| GeForce GTX     | 970M            | 7. Okt. 2014       | GM204                 | 48                    | 10                    | 1280                  | 080                   | 0924                  | 1038                  | 3 GiB GDDR5     | 1253 MHz       | 192 Bit             | 120                            | 2,66                       | 0,08                       | 49,8           | 083,0          | k. A. |
| GeForce GTX     | 970M            | 7. Okt. 2014       | GM204                 | 48                    | 10                    | 1280                  | 080                   | 0924                  | 1038                  | 6 GiB GDDR5     | 1253 MHz       | 192 Bit             | 120                            | 2,66                       | 0,08                       | 49,8           | 083,0          | k. A. |
| GeForce GTX     | 980M            | 7. Okt. 2014       | GM204                 | 64                    | 12                    | 1536                  | 096                   | 1038                  | 1127                  | 8 GiB GDDR5     | 1253 MHz       | 256 Bit             | 160                            | 3,46                       | 0,11                       | 72,1           | 108,2          | k. A. |
| GeForce GTX     | 980M            | 21. Sep. 2015      | GM204                 | 64                    | 16                    | 2048                  | 128                   | 1064                  | 1140                  | 8 GiB GDDR5     | 1753 MHz       | 256 Bit             | 224                            | 4,67                       | 0,15                       | 73,0           | 145,9          | k. A. |
| GeForce GTX     | 980MX           | 1. Juni 2016       | GM204                 | 64                    | 13                    | 1664                  | 104                   | 1050                  | 1178                  | 8 GiB GDDR5     | 1500 MHz       | 256 Bit             | 192                            | 3,92                       | 0,12                       | 75,4           | 122,5          | 148 W |

| Marke \| Modell | Marke \| Modell | Offizieller Launch | Grafikprozessor (GPU) | Grafikprozessor (GPU) | Grafikprozessor (GPU) | Grafikprozessor (GPU) | Grafikprozessor (GPU) | Grafikprozessor (GPU) | Grafikprozessor (GPU) | Grafikspeicher  | Grafikspeicher | Grafikspeicher      | Grafikspeicher                 | Leistungsdaten             | Leistungsdaten             | Leistungsdaten | Leistungsdaten | MGCP |
| Marke \| Modell | Marke \| Modell | Offizieller Launch | Typ                   | Aktive Einheiten      | Aktive Einheiten      | Aktive Einheiten      | Aktive Einheiten      | Chiptakt              | Chiptakt              | Speicher- größe | Speicher- takt | Speicher- interface | Speicher- bandbreite (in GB/s) | Rechenleistung (in TFlops) | Rechenleistung (in TFlops) | Füllrate       | Füllrate       | MGCP |
| Marke \| Modell | Marke \| Modell | Offizieller Launch | Typ                   | ROPs                  | SM                    | ALUs                  | Textur- einheiten     | Basis (MHz)           | Boost (MHz)           | Speicher- größe | Speicher- takt | Speicher- interface | Speicher- bandbreite (in GB/s) | 32 bit                     | 64 bit                     | Pixel (GP/s)   | Texel (GT/s)   | MGCP |
| --------------- | --------------- | ------------------ | --------------------- | --------------------- | --------------------- | --------------------- | --------------------- | --------------------- | --------------------- | --------------- | -------------- | ------------------- | ------------------------------ | -------------------------- | -------------------------- | -------------- | -------------- | ---- |
| GeForce GTX     | 930A            | 13. März 2015      | GM108                 | 08                    | 3                     | 384                   | 24                    | 0928                  | 0941                  | 2 GiB DDR30     | 1001 MHz       | 064 Bit             | 16                             | 0,72                       | 0,02                       | 07,5           | 22,6           | 33 W |
| GeForce GTX     | 940A            | 13. März 2015      | GM108                 | 08                    | 3                     | 384                   | 16                    | 1029                  | 1124                  | 1 GiB DDR30     | 1001 MHz       | 064 Bit             | 16                             | 0,86                       | 0,03                       | 09,0           | 18,0           | 33 W |
| GeForce GTX     | 940A            | 13. März 2015      | GM108S                | 08                    | 3                     | 384                   | 16                    | 1072                  | 1176                  | 2 GiB DDR30     | 1001 MHz       | 064 Bit             | 16                             | 0,90                       | 0,03                       | 09,4           | 18,8           | 33 W |
| GeForce GTX     | 945A            | 13. März 2015      | GM108                 | 08                    | 3                     | 384                   | 24                    | 1006                  | 1189                  | 1 GiB GDDR5     | 1253 MHz       | 064 Bit             | 40                             | 0,91                       | 0,03                       | 09,5           | 28,5           | 33 W |
| GeForce GTX     | 950A            | 13. März 2015      | GM107                 | 16                    | 5                     | 640                   | 40                    | 0993                  | 1124                  | 2 GiB DDR30     | 1001 MHz       | 128 Bit             | 32                             | 1,44                       | 0,04                       | 18,0           | 45,0           | 75 W |
| GeForce GTX     | 960A            | 13. März 2015      | GM107                 | 16                    | 5                     | 640                   | 40                    | 1097                  | 1176                  | 2 GiB GDDR5     | 1253 MHz       | 128 Bit             | 80                             | 1,51                       | 0,04                       | 18,8           | 47,0           | 75 W |